# Jude Solomon
Jude Solomon (13 de octubre de 1993) es un deportista nigeriano que compitió en judo. Ganó una medalla de bronce en los Juegos Panafricanos de 2011 en la categoría de –81 kg.

## Palmarés internacional
| Juegos Panafricanos | Juegos Panafricanos | Juegos Panafricanos | Juegos Panafricanos |
| Año                 | Lugar               | Medalla             | Categoría           |
| ------------------- | ------------------- | ------------------- | ------------------- |
| 2011                | Maputo (Mozambique) | Medalla de bronce   | –81 kg              |